# Хайрюзовка
Хайрюзо́вка (рос. Хайрюзовка) — село у складі Троїцького району Алтайського краю, Росія. Адміністративний центр Хайрюзовської сільської ради.

## Населення
Населення — 512 осіб (2010; 720 у 2002).
Національний склад (станом на 2002 рік):
- росіяни — 92 %